# Ray Ellington
Ray Ellington, geboren als Harry Pitts Brown (Londen, 17 maart 1916 - aldaar, 27 februari 1985) was een Britse jazzzanger, -drummer en componist.

## Biografie
Ellington, wiens vader de Afro-Amerikaanse humorist Harry Pitts Brown (1877–1920) was, trad al als scholier op met grappige muzieknummers. Op 14-jarige leeftijd verliet hij de school om timmerman te worden, voordat hij koos voor het drumstel. Als professioneel muzikant werkte hij in verschillende nachtclubs in Londen, daarna in het Park Lane Hotel. In 1934 werd hij lid van Jon Hendricks' Hot Chocolates. In de daaropvolgende jaren werkte hij bij Rudolph Dunbar (1936), Gerry Moore (1936) en Harry Roy (1937–1940), met wie hij ook op een Zuid-Amerikaanse tournee ging. Vanaf 1940 tot 1946 vervulde hij zijn militaire dienstplicht bij de Britse Royal Air Force als opleider, maar hij speelde ook in verschillende militaire bands, waaronder de RAF Blue Eagles (1945).
Na het ontslag werkte hij weer bij Harry Roy, maar ook met Stéphane Grappelli en Tito Burns, voordat hij in 1947 het trio van Lauderic Caton (met Dick Katz en Coleridge Goode) overnam, met wie hij intensief op tournee ging en tijdens de jaren 1950 meerdere rhythm-and-blues-georiënteerde platen opnam met deels komische trekken. Vanaf 1951 begon hij met dit kwartet ook te werken voor de radio, vooral in de Goon Show van de BBC. Ellingtons versie van The Madison plaatste zich in november 1962 in de Britse singlehitlijst op positie 36. De band bestond met gewijzigde bezetting (o.a. Johnny Fourie, John McLaughlin) tot in de jaren 1980 en werd soms uitgebreid naar een bigband. De zanger Lance Ellington is zijn zoon.

## Discografie
- 2006: Let the Good Times Roll (Castle, rec. 1949–1955)